# آموریکا
| بررسی انتقادی    | بررسی انتقادی |
| منبع             | رتبه‌بندی      |
| ---------------- | ------------- |
| آل‌میوزیک         | [ ۱ ]         |
| رابرت کریستگاو   | [ ۲ ]         |
| انترتینمنت ویکلی | B-            |
| رولینگ استون     | [ ۴ ]         |

آموریکا (به انگلیسی: Amorica) سومین آلبوم استودیویی گروه راک آمریکایی بلک کروز است. این آلبوم در واقع از قطعاتی تشکیل شده که پیش‌تر برای آلبوم منتشرنشدهٔ قدبلند ضبط شده بودند.
روی جلد این آلبوم تصویری از میان پاهای یک زن را نشان می‌دهد که با یک شورت بندی منقش به پرچم ایالات متحده آمریکا پوشیده شده و مقداری موی زهار هم از بالای آن بیرون زده‌است. این تصویر که برگرفته از جلد شمارهٔ ژوئیه ۱۹۷۶ مجله هاسلر بود، باعث شد فروش آموریکا در فروشگاه‌های زنجیره‌ای مانند وال‌مارت و کمارت ممنوع شود و در نتیجه آلبوم، با جلد دومی سانسورشده بازنشر شد که فقط شورت بندی در پس زمینهٔ سیاه را نشان می‌داد.
آموریکا در ایالات متحده عملکردی موفقیت‌آمیز داشت و با فروش بیش از ۵۰۰٬۰۰۰ نسخه، از انجمن صنعت ضبط آمریکا گواهی طلا دریافت کرد. این آلبوم برای ۱۸ هفته جزو ۲۰۰ آلبوم پرفروش ایالات متحده بود و بالاترین جایگاهش در بیلبورد ۲۰۰، یازدهم بود که در ۱۹ نوامبر ۱۹۹۴ ثبت شد. به‌عقیدهٔ استیون توماس ارلواین از آل‌میوزیک قطعات آلبوم آموریکا، بهترین آهنگهایی هستند که بلک کروز تا آن‌زمان نوشته‌اند.